# 3-carbamino-4-ossifenilarsinato di trietanolammina
Il 3-carbamino-4-ossifenilarsinato di trietanolammina è un chemioterapico arsenicale pentavalente, affine allo stovarsolo e pertanto particolarmente efficace nella neurolue. Presenta gli stessi inconvenienti degli altri arsenicali pentavalenti (possibilità di lesioni ottiche) e dà luogo qualche volta a cefalea. In generale è però ben tollerato.
Si presenta come un liquido denso di color giallo-paglierino, solubile in acqua ed in alcool. Contiene il 17,64% di arsenico.
Si usa per via sottocutanea o intramuscolare iniziando con 1 cc e successivamente salendo a 2 e 3 cc (fiale da 3 cc corrispondenti a 0,05 g di As); le iniezioni vanno praticate ogni 3-4 giorni per la durata di 2 mesi.